# João Ribeiro (político brasileiro)
João Batista de Jesus Ribeiro (Campo Alegre de Goiás, 25 de junho de 1954 — São Paulo, 18 de dezembro de 2013) foi um político brasileiro com base política no estado do Tocantins.

## Biografia
Empresário do ramo ótico, iniciou sua carreira política em 1982 como vereador da cidade de Araguaína pelo PDS. Eleito deputado estadual ainda pelo estado de Goiás, participou do movimento de criação do estado do Tocantins. Eleito prefeito de Araguaína entre 1989 a 1992, seguiu para a Câmara Federal em 1994, com dois mandatos consecutivos. Em 2002 elegeu-se senador pelo Tocantins.
Foi filiado até março de 2005 ao PFL, quando se filiou ao Partido Liberal, transformado em Partido da República.
Nas eleições estaduais no Tocantins em 2010 reelegeu-se como o mais votado. Foi, entre os anos de 2011 e 2013, o único representante do Tocantins na mesa diretora do Senado Federal, tendo sido eleito (internamente) para o cargo de 2º secretário, durante o biênio 2011/2013.
Morreu na manhã do dia 18 de dezembro de 2013 no Hospital Sírio Libanês, em São Paulo. Ele estava internado no local desde o dia 16 de novembro de 2013, após complicações pulmonares. Neste mesmo ano, o senador passou por um transplante de medula óssea para tentar curar um tipo raro de leucemia. Com sua morte em 18 de dezembro de 2013, assumiu sua vaga no Senado Ataídes de Oliveira, do PROS.
Foi casado com Cinthia Ribeiro, a atual prefeita de Palmas.

## Controvérsias

### Trabalho escravo
Em fevereiro de 2012, o Supremo Tribunal Federal (STF) tornou réu o senador por denúncias envolvendo trabalho escravo em sua fazenda, chamada de Fazenda Ouro Verde, propriedade rural onde, no ano de 2004, foram encontrados 35 trabalhadores rurais reduzidos à condição análoga de escravidão em uma operação realizada por auditores do Ministério do Trabalho e Emprego, em conjunto com o Ministério Público do Trabalho e a Polícia Federal.